# 1629 w literaturze
Wydarzenia literackie w 1629 roku.

## Nowe książki
- polskie

- zagraniczne

## Zmarli
- Szymon Szymonowic, polski poeta